# Antonio Castronuovo

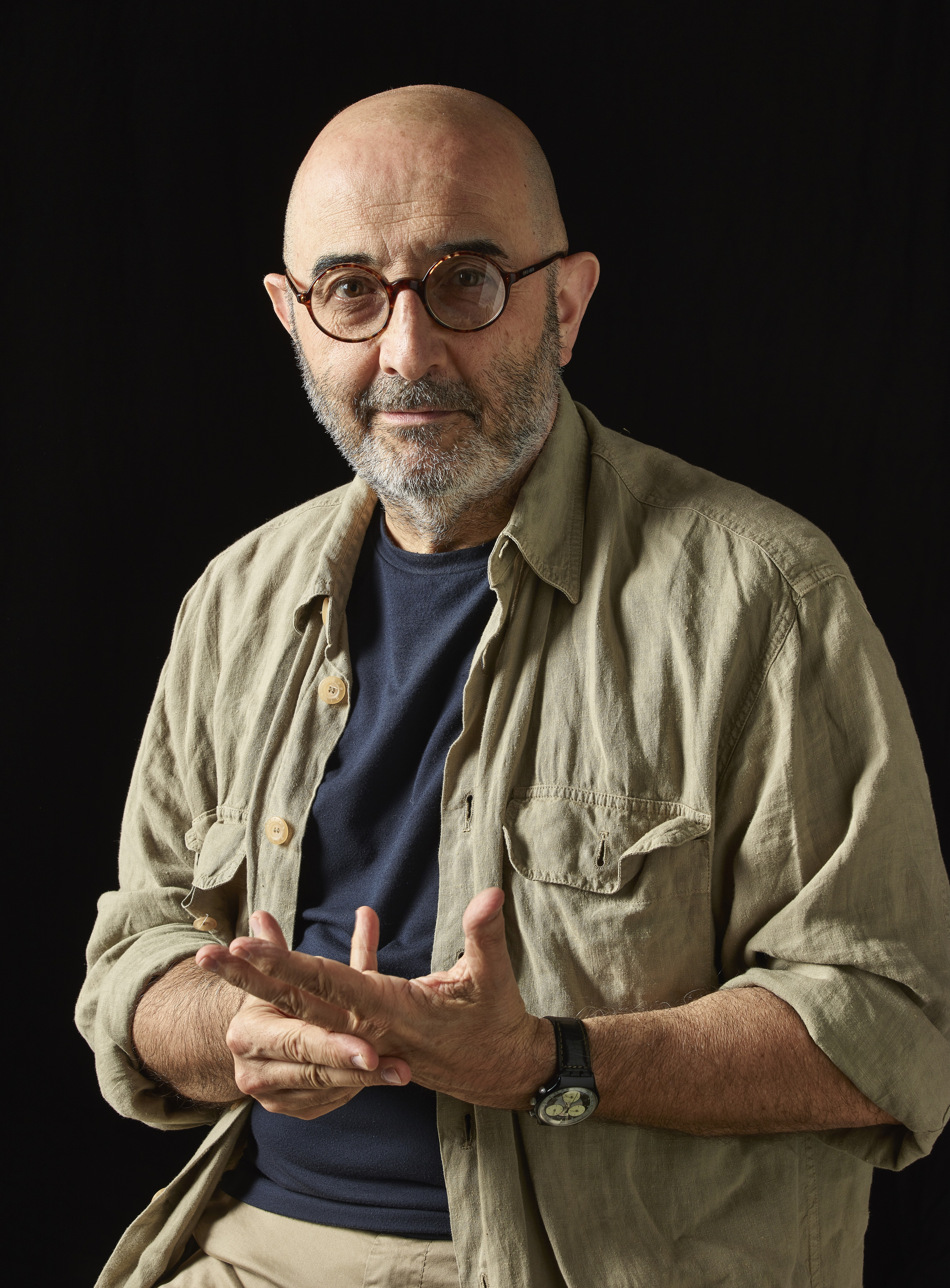
Antonio Castronuovo

Antonio Castronuovo (Acerenza, 1954) è un saggista e traduttore italiano che si occupa di storia del libro, letterature minori, scienze anomale, aforistica e patafisica.

## Biografia
Nasce ad Acerenza, un paesino della Basilicata, dove vive solo pochi mesi per poi seguire la famiglia a Imola, città in cui il padre lavora. Si laurea in medicina all'università di Bologna nel 1979 ed esercita la professione a Imola come libero professionista. Studia anche al DAMS Musica di Bologna, senza conseguire la laurea ma iniziando a collaborare a riviste musicologiche come Amadeus, Il Saggiatore Musicale, Musica e Scuola. Redige anche il primo studio italiano sul compositore Béla Bartók.
Collabora anche con varie riviste letterarie tra cui Il Caffè illustrato, Belfagor, Il Ponte, L'Indice diventando giornalista pubblicista. Dal 2004 al 2018, anno della chiusura, dirige la rivista La Piê, fondata nel 1920 da Aldo Spallicci, specializzata in saggi storici e letterari di cultura romagnola. Studioso e scrittore di aforismi, traduce scritti di Apollinaire, Alfred Jarry, Jules Renard, André Gide, Blaise Cendrars, Joë Bousquet, Simone Weil, Irène Némirovsky. Scrive anche con lo pseudonimo Roberto Asnicar (Il segreto di Assunta e Della Patafisica: diverticoli sulla Scienza delle Scienze) e nel 2017 fonda «Babbomorto Editore», piccolo opificio di plaquette d'autore. Per il portale web Treccani scrive un saggio su Guido Ceronetti.
Tra i suoi lavori Ossa, cervelli, mummie e capelli in cui racconta dieci insolite storie sulle reliquie umane, "reliquie profane" per distinguerle da quelle sacre, dal cervello di Einstein al dito medio di Galilei e al pene di Napoleone, e Suicidi d'autore, in cui racconta la tragica fine di 25 personaggi della cultura, da Drieu La Rochelle a Walter Benjamin, da Alfred Jarry a Nicolas de Condorcet.
È tra i principali realizzatori dei famosi “Millelire” (libriccini senza copertina e non più di 64 pagine al prezzo di mille lire, 0,53 euro) lanciati nel 1989 da Marcello Baraghini con Stampa Alternativa e in seguito denominati anche "Euro" e "Bianciardini". Ha realizzato in veste di traduttore, curatore e autore una ventina di titoli, tra cui soprattutto la parafrasi italiana degli intraducibili Proverbi surrealisti di Éluard e Péret.
Autore di una decina di saggi sul futurismo, riveste anche un ruolo nella patafisica italiana. Nutre simpatie verso il pensiero libertario, di cui ha tradotto L’ABC del libertario di Jules Lermina.
È membro della giuria del Premio internazionale Torino in Sintesi, unico premio italiano totalmente dedicato all'aforisma.

## Opere principali
A novembre 2021 sul Servizio bibliotecario nazionale risultano censite 177 opere con Antonio Castronuovo come autore, di cui 157 monografie; tra quest'ultime si distinguono:
- Ombre del Novecento, Imola, La Mandragora, 2002.
- Suicidi d’autore, Roma, Stampa Alternativa, 2003. (Nuova edizione: 2019)
- La vedova allegra. Storia della ghigliottina, Roma, Stampa Alternativa, 2006.
- Macchine fantastiche, Roma, Stampa Alternativa, 2007.
- Se mi guardo fuori. Diari e aforismi (1995-2007), Imola, La Mandragora, 2008.
- Ladro di biciclette: cent'anni di Alfred Jarry, Roma, Stampa Alternativa, 2008.
- Alfabeto Camus, Roma, Stampa Alternativa, 2011.
- Ossa, cervelli, mummie e capelli, Roma, Quodlibet, 2016.
- Formíggini, un editore piccino picciò, Roma, Stampa Alternativa, 2018.
- Dizionario del bibliomane, Palermo, Sellerio, 2021.
- Il male dei Fiori: Baudelaire a processo, Soveria Mannelli, Rubbettino, 2023.
- Formìggini: vita umoristica (e tragica) di un editore del '900, Bologna, Pendragon, 2024.

## Traduzioni
(elenco parziale)
- Irène Némirovsky, L'incendio e altri racconti, Roma, Stampa Alternativa, 2013.
- Jules Renard, Il cervello non ha pudore, Roma, Stampa Alternativa, 2014.
- Raymonde Linossier, Bibi-la-Bibiste, Roma, Stampa Alternativa, 2015.
- Gaston de Pawlowski, Nuove invenzioni e ultime novità, Roma, Stampa Alternativa, 2015.
- Louis Huart, Fisiologia del flâneur, Roma, Stampa Alternativa, 2016.

## Curatele
(elenco parziale)
- Miguel de Unamuno, Nebbia, Milano, Rizzoli BUR, 2008.
- Stendhal, Il rosso e il nero, Rimini, Rusconi-Barbèra, 2009.
- Mario Bejor, Dino Campana a Bologna 1911-1916, Roma, Elliot Edizioni, 2018.
- Angelo Fortunato Formiggini, Dizionarietto rompitascabile degli editori italiani, Roma, Elliot Edizioni, 2020.
- Théophile Gautier, Zoo familiare, Roma, Elliot Edizioni, 2020.
- Michel de Montaigne, Filosofia delle travi, Roma, Elliot Edizioni, 2021.
- Carlo Emilio Gadda, Assalto con mine alla montagna, Milano, De Piante, 2023.
- Bruno Barilli, Il sorcio nel violino, Bologna, Pendragon, 2023.
- Bruno Barilli, Parigi, Macerata-Roma, Quodlibet, 2023.
- Alfredo Panzini, La lanterna di Diogene, Roma, Elliot Edizioni, 2024.
- Ossessione bibliofila, Milano, La nave di Teseo, 2024.

## Introduzioni, prefazioni, postfazioni
(elenco parziale)
- Alfonso Lentini, Piccolo inventario degli specchi, Viterbo, Stampa Alternativa, 2003.
- Filippo Tommaso Marinetti, Tre sintesi futuriste, Imola, La Mandragora, 2009.
- Linda Klieger Stillman, Alfred Jarry in America, Imola, Babbomorto editore, 2019.
- Miguel de Unamuno, Nebbia, Milano, BUR, 2021.

## Premi
- 1985 - Premio Cesare Pavese[20]
- 1986 - Premio La serpe d'oro, dell'Associazione medici scrittori italiani[20]
- 2011 - Premio Guidarello Romagna, sezione società[21]
- 2012 - Premio Lucerna d'oro, assieme a Paola Contavalli[22]
- 2022 - Premio Nazionale per la Traduzione del Ministero della Cultura per le sue traduzioni dal francese[23].
- 2023 - Premio Manara Valgimigli per il complesso dell'attività intellettuale ed editoriale[24].